# Enterprise (Alabama)
Enterprise és una població del Comtat de Coffee a l'estat d'Alabama (Estats Units d'Amèrica).

## Demografia
Segons el cens del 2006 tenia 23.653 habitants. Segons el cens del 2000, Enterprise tenia 21.178 habitants, 8.533 habitatges, i 5.973 famílies. La densitat de població era de 264,2 habitants/km².
Dels 8.533 habitatges en un 33,1% hi vivien nens de menys de 18 anys, en un 53,6% hi vivien parelles casades, en un 13,3% dones solteres, i en un 30% no eren unitats familiars. En el 25,7% dels habitatges hi vivien persones soles el 9,5% de les quals corresponia a persones de 65 anys o més que vivien soles. El nombre mitjà de persones vivint en cada habitatge era de 2,45 i el nombre mitjà de persones que vivien en cada família era de 2,95.
Per edats la població es repartia de la següent manera: un 25,4% tenia menys de 18 anys, un 9,3% entre 18 i 24, un 27,5% entre 25 i 44, un 23,8% de 45 a 60 i un 14,1% 65 anys o més.
L'edat mediana era de 37 anys. Per cada 100 dones hi havia 91,3 homes. Per cada 100 dones de 18 o més anys hi havia 86,8 homes.
La renda mediana per habitatge era de 37.661 $ i la renda mediana per família de 45.510 $. Els homes tenien una renda mediana de 37.131 $ mentre que les dones 20.560 $. La renda per capita de la població era de 20.493 $. Aproximadament el 10,7% de les famílies i el 13,6% de la població estaven per davall del llindar de pobresa.

## Poblacions properes
El següent diagrama mostra les poblacions més properes.